# علي العمقي
علي العمقي، لاعب كرة قدم يمني، ويلعب مع نادي الصقر اليمني ومنتخب اليمن لكرة القدم.
و قد كان يلعب في نادي شعب حضرموت، ولكنه في فبراير 2006 انتقل إلى نادي الصقر اليمني. ولعب بعض المباريات للمنتخب الوطني، وسجل له ثلاثة أهداف. ضد بوتان واندونيسيا والكويت

## كأس الخليج 2007
و قد سجل هدف في مرمى منتخب الكويت لكرة القدم.
والان هو عاد الي اللعب في صفوف شعب حضرموت وهو من أفضل الاعبين في تاريخ الشعب وحتى المنتخب اليمني